# Patrick Ebert

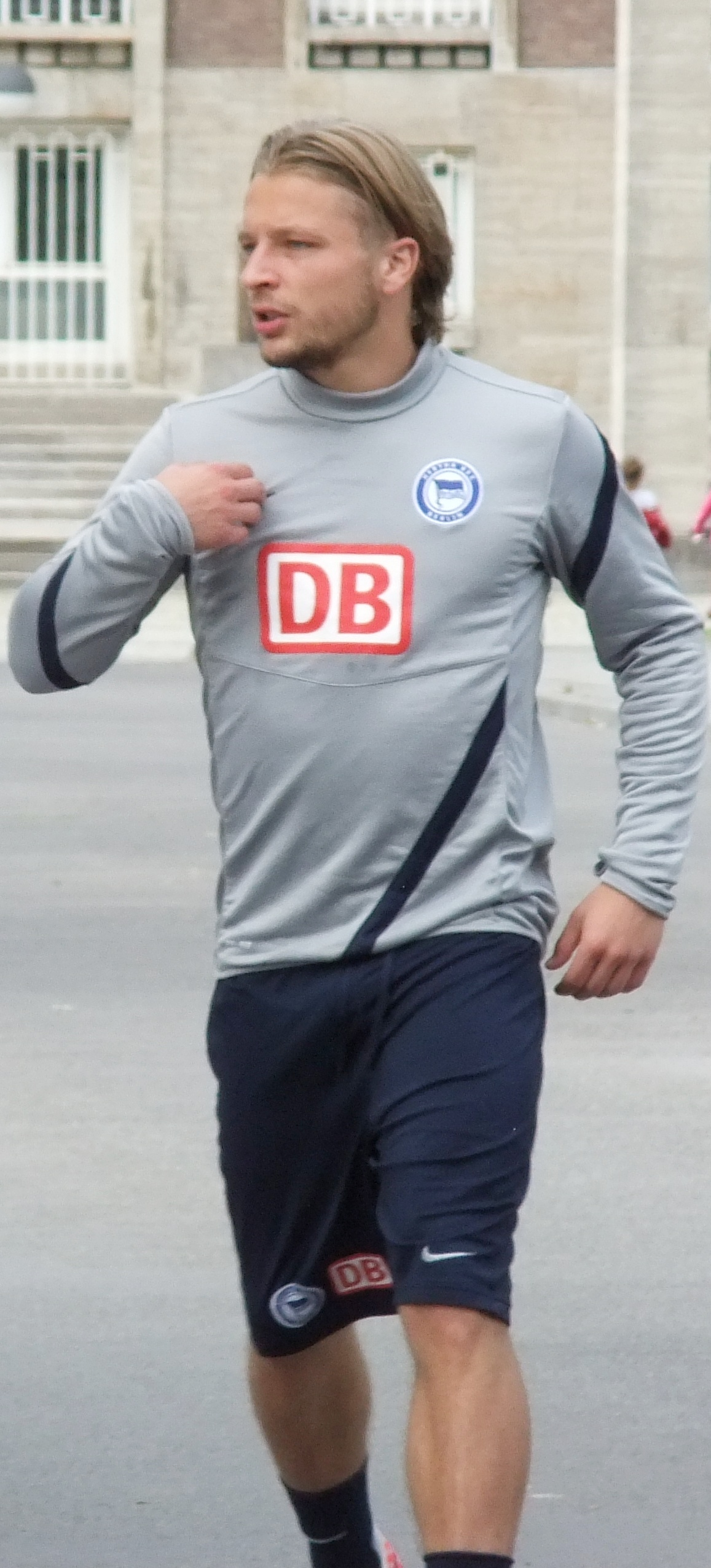
Patrick Ebert, el 2011

Patrick Ebert (Potsdam, 17 de març de 1987) és un exfutbolista alemany que jugava com a migcampista.

## Carrera
Nascut a Potsdam, Ebert va començar a jugar futbol per teus Gaarden a Kiel a l'edat de 4 anys el 1991. Després de dos anys va passar a TSV Russee el 1993. Retorna a Berlín, per unir-se al Hertha BSC el 1998. Des de la temporada 2006-07, Ebert va formar part del primer equip del Hertha. Va fer el seu debut el 16 de juliol de 2006 a la Copa Intertoto davant el FK Moscou, va entrar en el partit des de la banqueta en el minut 80. Ebert va fer el seu debut a la Bundesliga un mes més tard, el 13 d'agost del 2006 contra el VfL Wolfsburg, marcant el seu primer gol en el partit següent davant el Hannover 96. Des de llavors, ha participat en més de 90 partits de Bundesliga amb el Hertha BSC.
El 6 juny 2012 abandona el Hertha BSC Berlín juntament amb Christian Lell, Andreas Ottl i Andre Mijatovic, i signa amb el Reial Valladolid el 27 de juliol de 2012 per dues temporades.
Després de la primera volta de la Lliga BBVA es consolida com una de les revelacions del campionat per les seves grans actuacions i els seus cinc gols. Una de les seves grans actuacions va ser contra el Reial Madrid, en la qual va donar dues assistències a l'angolès Manucho, encara que acabo lesionat i va acabar amb derrota de l'equip val·lisoletà per 2-3. Ebert també va fer un gran partit contra el Mallorca al qual va fer un doblet en la victòria del seu equip per 3-1. També marc un gol i va donar una assistència contra la Reial Societat (2-2). Marca altre gol al Sánchez Pizjuan contra el Sevilla (1-2). La segona volta per en estar tallada per dues lesions (contra el Reial Madrid i contra el Reial Saragossa). Diversos equips que veuen la Champions propera es van interessar per fitxar-lo com València i Atlètic de Madrid.